# Гойнець
Гойнець, Говинець — річка в Україні, у Сторожинецькому районі Чернівецької області, ліва притока Малого Серету (басейн Дунаю).

## Опис
Довжина річки приблизно 4 км. Формується з багатьох безіменних струмків та 3 водойм.

## Розташування
Бере початок у селі Давидівка. Тече переважно на південний захід і в Банилів-Підгірний впадає у річку Малий Серет, праву притоку Серету.